# John Johnsen Wold
John Johnsen Wold   (Åsen, 12 de març de 1795 - Åsen, 29 de juny de 1889) va ser un polític noruec.
Va ser elegit al Parlament noruec l'any 1845, en representació de la circumscripció de Nordre Throndhjems Amt. Allà hi va treballar de pagès. Només va estar en actiu una legislatura.